# Дегре
Дегре (фр. Degré) је насељено место у Француској у региону Лоара, у департману Сарт.
По подацима из 2011. године у општини је живело 768 становника, а густина насељености је износила 78,13 становника/km².

## Демографија
| 1962. | 1968. | 1975. | 1982. | 1990. | 2011. |
| ----- | ----- | ----- | ----- | ----- | ----- |
| 372   | 365   | 374   | 387   | 594   | 768   |